# 濱家隆一
濱家 隆一（はまいえ りゅういち、1983年〈昭和58年〉11月6日 - ）は、日本のお笑いタレント。お笑いコンビかまいたちのツッコミ担当。立ち位置は向かって右。相方は山内健司。
ダンスボーカルユニットハマいくのメンバー（センターボーカル）。
ゲーミングプロチーム　バレリーナCappuccinoのオーナー
大阪府大阪市東淀川区出身。吉本興業所属。

## 来歴
大阪市立豊里小学校、大阪市立東淀中学校、大阪府立茨木東高等学校（現・大阪府立北摂つばさ高等学校）卒業。
2017年5月5日、かねて交際していた一般女性との結婚を発表。
2019年2月22日、妻との間に第一子となる女児が誕生。
2021年3月23日、『ZIP!』（日本テレビ）の水曜パーソナリティに就任することを発表。その後、2022年3月30日の放送回にて卒業した。
2022年4月16日、妻との間に第二子となる男児が4月15日に誕生していたことを報告。
同年11月20日、自身と生田絵梨花がMCを務める『Venue101』（NHK総合）内にて結成されたダンスボーカルユニット「ハマいく」が『ビートDEトーヒ』で配信デビューした。2023年12月31日、『第74回NHK紅白歌合戦』に「ハマいく」として特別企画で出場した。

## 人物
身長187 cm、体重80 kg、血液型B型。既婚。
小学生時代に地元のTVの取材でゴリダンスを披露した。本人曰く、お調子者の目立ちたがり屋な子供だった。卒業文集で将来の夢は「吉本興業に入って漫才師になる」と書いており、夢を実現している。
小学生の頃に両親が離婚。母親が再婚するまでは母と姉との3人暮らしで貧乏だった。夏服を買うお金がなく、母親が冬服の長裾を切って夏服を作り、冬になると再び縫い目が目立たないように、丁寧につなぎ合わせていた。習い事を一度も経験したことがない。家での遊びは、メジャーやネックレス等の日用品を使って、オリジナルの遊び方を考えていた。実の父親については、本人曰く「パンチパーマの中国人のおばちゃんが、借金返せと怒鳴り込んでくるような、ろくでもない父親だった」とのこと。その後、母親が現在の継父と再婚。継父との関係も良好であり、賞レースの賞金を両親にプレゼントする様子がTV放映されたことがある。また、酔うと母親に楽をさせてやりたいと泣きながら話すことが、同期芸人からネタにされていた。
小学校5.6年の担任だった久保敬先生を慕い、学級便りを今でも全て保管し、卒業時のタイムカプセルには画面いっぱいの担任と隣に自分を掘った版画を入れた。目標に向かい一致団結することや周囲と調和することは先生から学び、人生変わったと対談で語っている。同教員は2021年コロナ禍での大阪市のオンライン授業方針に反対し、行政を批判した現職校長として有名になった。
中学時代は荒れていたが高校に進学すると染髪し制服を少し着崩す程度に落ち着く。学生時代の通り名は『東淀川の毒ヘビ』（卒業文集「天才」より）。
大阪府立茨木東高等学校時代は野球部のキャプテンで投手だったが、投手としては二番手だった。声を出すことでみんなに愛と勇気を与えていたためベンチキャプテンとしての役割は果たしていた。
NSC入学当初は、「いばひ」というコンビを組んでいた。その後、ギャンブラーウルフ、ピンク団、ストロベリーバズーカ、六角レンチの順で相方を5回替えている。コンビを組むと、成績順で一番上のAクラスに上がり、解散してCクラスに落ちるを繰り返していた。本人曰く「NSCの頃はダメやと思ったら即切りで、手当たり次第にコンビを組んでいた。そこで、たまたまいい人に当たった」のが、6人目かつ現在の相方である山内。山内への信頼は厚く「山内の相方なら誰でも出来るけど、俺の相方は山内しか出来ない」「俺には、山内がいるから大丈夫」等の発言をしている。
若手時代は、劇場番長として恐れられていた。本来のお調子者でいじられキャラではなく、「監獄実験の看守役」のように、権力がそうさせたと後に語っている。生活面では、東京の初レギュラー番組の早期打ち切り等のストレスで、だんだんと酒量が増え、記憶が無くなるまで飲む程だった。他に、ギャンブル等で借金を抱え、返済も滞りがちだった。本人は「イタいヤツ」「人間のクズ」だったと回顧している。かなりの恋愛体質で、付き合う女性によって、生活が大きく変わる。恋人が出来ると一切女遊びをしなくなる。また、失恋すると芸人同士の飲み会で号泣したり、体重が激減していた。現在の妻と結婚したことにより、金銭感覚等あらゆる面が改善され、自他共に「かなり変わった」と話している。
趣味・特技はマジック、けん玉、かるた、百人一首、料理。マジックはコントのネタに取り入れたり、番組で披露することがある。腕前は「相当なもの」でプロのマジシャンであるふじいあきらも認めている。料理も、飲食店のメニューを味わうと、だいたい家で再現できると話す。大阪時代に心斎橋で「めしざかや はまいえ」を経営していた（8か月で閉店）。度々番組やYouTubeで料理をふるまうことがある。
苦手なものは高所。バンジージャンプがNGであり、ロケ先で結局飛ばず、帰りの車内が「ものすごい空気」になったことがある。
『千鳥かまいたちアワー』では斉藤由貴や松坂桃李との真剣な芝居や、池田エライザとのバンドをするときなど、とにかく笑いのツボが浅く、笑うことが我慢できない濱家に対して番組の公式SNSにおいて、笑いのツボが浅いことや笑い上戸を意味する関西弁の「ゲラ」と掛け合せて「ゲラ家」と呼ばれ、2024年2月5日の放送回でそれを克服する企画を行うほど。
28歳から痛風を患う。2020年に新型コロナウイルス感染拡大の影響で自粛期間に入った途端、同時に5箇所から痛風を発症させた。自粛による休み期間と闘病期間がちょうど重なり、結果的に減量にもつながった。痛風を防止するため毎日50錠くらいの薬を服用している。後に漢方のサポニン20錠とクエン酸30錠と判明。2021年現在はクエン酸はやめ、サポニンを毎日20錠服用し続けている。2022年9月11日放送の『FNSラフ&ミュージック2022〜歌と笑いの祭典〜』（フジテレビ）では、痛風の症状が悪化してロケでの移動の際に車いすを用いていたことが相方の山内によって明かされた。
2022年3月19日にテレビ東京で放送された、「土曜スペシャル『かまいたちの名所名物先取り旅』」で共演した相川七瀬と、小学校、中学校、町内会が一緒であることが判明した。
2021年12月にテレビ局の女子トイレから出てきたところを目撃されたことがある。これを目撃したアイドルグループ日向坂46のメンバー富田鈴花らは「先輩がお手洗いに行った時に、濱家さんが女子トイレに入ってきちゃって楽屋で『今、濱家さんが女子トイレに入ってきたよ』って。わざとではないと信じているんですけど。」と証言した。濱家は「男子トイレと間違えて用を足した、女性が入ってくる声が聞こえたため、とっさに小便器なかったととか思い出して、女子トイレにはいってしまったと分かりごめんごめんって出て行った」と話している。またこの話について富田は2023年3月に「日向坂46の事務所からNGが出た」ため、今後言及することはない事も明かした。
小型特殊船舶免許を取得している。

## 出演

### テレビ
現在のレギュラー番組
- Venue101（2022年4月9日 - 、NHK総合） - MC[33]
- ねる、取材行ってきます〜TOKYO アイドルタイムズ〜（2021年9月19日・26日・11月6日・2022年6月25日・7月27日・8月24日、フジテレビ、TIF広報番組） - MC

過去のレギュラー番組
- 芸人動画チューズデー（2021年4月6日 - 9月29日、テレビ東京） - MC[34]
- ZIP!（2021年3月31日 - 2022年3月30日、日本テレビ） - 水曜パーソナリティ[6]
- 防犯カメラが捉えた!衝撃コント映像（2022年1月16日 - 2月13日・4月16日 - 12月17日、ABCテレビ）- MC

特別番組
＊MCもしくはメインキャスト
- ガンバラナー（2021年4月8日、フジテレビ）- MC
- キングオブコント（2021年10月2日・2022年10月8日・2023年10月21日、TBSテレビ）- 暫定席スペシャルサポーター
- 浜田大吉濱家主催 新春ツッコミ芸人総会（2023年1月2日・2024年1月2日、読売テレビ）- MC[35][36]
  - ツッコミ芸人総会2024 大忘年会（2024年12月19日、読売テレビ・日本テレビ系）- MC[37]
- サンバリュ（日本テレビ）
  - キャラ渋滞旅バラエティー 渋滞で行こう!（2023年11月19日）- MC[38]

### ラジオ
- 上泉雄一のええなぁ! 木曜日（2016年10月 - 2018年3月、毎日放送）- コーナーレギュラー
- かまいたちのヘイ!タクシー!（TBSラジオ、2018年4月4日 - ）

### WEB番組
- キングオブコント暫定席ライブ配信（2021年10月2日・2022年10月8日、Twitter） - スペシャルサポーター
- キングオブコント2021 生・大反省会（2021年10月2日、Paravi） - MC

### テレビドラマ
- 女の機嫌の直し方（2019年3月16日 - 30日、日本テレビ）
- 素晴らしき哉、先生! 第1話（2024年8月18日、朝日放送テレビ・テレビ朝日系） - 寿司屋の大将 役[39]

### 映画
- 犬の首輪とコロッケと（2012年1月）
- TANG タング（2022年8月11日公開） - 大釜仁 役[40]

### ライブ
- 濱鼬（2009年1月11日・3月15日・5月5日、baseよしもと）

### 紙媒体
- 特別エッセイ「僕のお弁当作りの哲学」（CREA WEB） - かまいたち・濱家隆一特別エッセイ 「僕のお弁当作りの哲学」[41]
- 『家電批評』2020年5月号 【特別企画】低温調理器最強決定戦
- 『朝日新聞』 連載「僕の好きな先生 〜かまいたち・濱家隆一のいた教室」- A-stories（エーストーリーズ）[42]

## 作品
デジタルシングル
|     | 配信日         | タイトル       | レーベル     | 収録アルバム | 脚注  |
| --- | -------------- | -------------- | ------------ | ------------ | ----- |
| 1st | 2022年11月20日 | ビートDEトーヒ | Virgin Music | 未収録       | [ 3 ] |
| 2nd | 2025年4月12日  | love10         | Virgin Music | 未収録       |       |

## 対談
僕の好きな先生　朝日新聞出版　宮崎亮著　2023年9月30日発行　ISBUN9784022519351

## 受賞
- 日本奇術協会 令和4年度フェローシップ賞[43]